# David Herlicius
David Herlicius, David Herlitz ou David Herlitzius, né à Zeitz le 28 décembre 1557 et mort le 15 août 1636 à Stargard, est un poète, médecin et astrologue allemand.

## Biographie
Professeur de mathématiques à l'Université de Greifswald (1585) et de physique à Stargard (1598), il commence dès 1584 à publier des Éphémérides où il prédit des changements de température. Le succès de l'ouvrage l'entraine à tirer de la combinaison des astres, de nombreuses prédictions, telles que la ruine de l'empire turc pour la fin du XVIe siècle.

## Œuvres
- 1594 : Menalcas, Greifswald
- 1596 : Disputatio de epilepsia
- 1596 : Tractatus theologastro nomistoricus. Von des Türkischen Reichs Untergang und endlicher Zerstörung etlicher conjecturen und Vermutungen aus der h. Schrift, Sternkunst und der historien genommen, Stettin
- 1606 : Carmina, Stettin
- 1607 : Kurtze … Erklerung/ des geschwäntzen newen Sterns oder Cometen/ so sich im September dieses 1607. Jahrs hat sehen lassen, Lübeck
- 1609 :  avec Georg Grawel et Joachim Wibbeking, De Variolis Vel Papulis = Notwendige und kurtze Erinnerung/ von den itzt grassierenden Bocken oder Blattern, Amseder, Lübeck
- 1610 : Discursus historico-physicus von Parheliis oder fünf Sonnen, so am 3ten April 1610 gesehn worden, Stettin
- 1614 : De Maculis lunae, Opus mirabilium, Nuremberg